# فونا ای. چامبرز
فونا ای .چامبرز (به انگلیسی: Faune A. Chambers) (زاده ۲۳ سپتامبر ۱۹۷۶) بازیگر آمریکایی است.
از فیلم‌های معروف او می‌توان به بازی در فیلم دختران سفیدپوست و ۹/۱۱ اشاره کرد.